# ラ・ペルーズ伯ジャン＝フランソワ・ド・ガロー

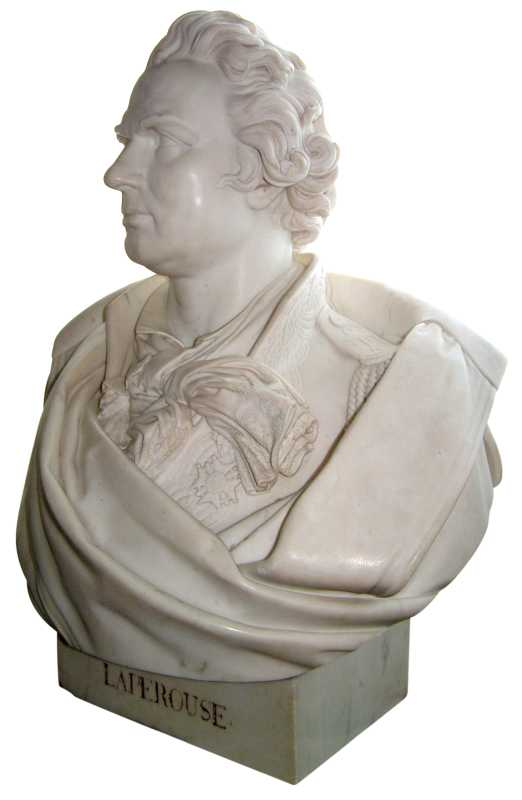
フランソワ・ルードによるラ・ペルーズの像、1828年

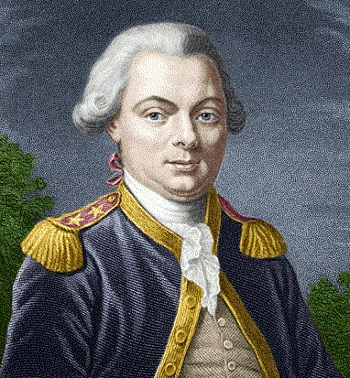
ラ・ペルーズ

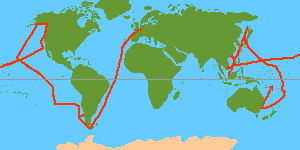
ラ・ペルーズの探検航路

ラ・ペルーズ伯ジャン＝フランソワ・ド・ガロー（Jean François de Galaup, comte de La Pérouse, 1741年8月23日 - 1788年?）は、フランスの海軍士官及び探検家。太平洋における遠征航海の指揮をとり、最後はオセアニアで消息を絶った。

## 軍歴
フランス南部のアルビ近郊で生まれた。ラ・ペルーズというのは一族の領地の名であり、家名はガローである。イエズス会のコレージュで学び、15歳でブレストの海軍学校へ入った。七年戦争に従軍し、北アメリカでイングランドと戦った。戦争初期にフランス領の海岸で交戦し負傷、投獄された経験がある。西インド諸島でイングランドのフリゲート艦エアリアルを打ち負かして、准将の位となった。1782年8月、彼はハドソン湾岸の2つのイングランドの砦を攻略した（ハドソン湾遠征）が、生存者たちに食料と弾薬を与えて解放した。翌年、故郷の家族は彼にルイーズ・エレオノール・ブロドーという、中流の若いクレオール女性と結婚させた。彼はルイーズとフランス島（現在のモーリシャス島）で出会っていた。

## 探検
1785年、国王ルイ16世よりラ・ペルーズは太平洋探検を命じられた。彼が率いるのは、それぞれ500トンのフリゲート、ブッソール号とアストロラブ号だった。ハドソン湾への奇襲作戦でラ・ペールズの部下だったド・ラングルがアストロラブ号の艦長に任じられた。この航海への同行を申し込んできた者の中に、16歳のコルシカ人ナポレオン・ボナパルトがいた。彼はパリの軍学校出身で予備のリストに掲載されていたが結局は採用されなかった。当時、ナポレオンは自身が数学と大砲に通じていることから陸軍より海軍に興味を抱いていた。
ラ・ペルーズは、イングランドの優れた航海者ジェームズ・クックがしたように、太平洋の島を巡ろうとしていた。114名の乗員のうち10人が科学者だった。天文学者であり数学者のダジェレ、地理学者のラマノン、植物学者のラ・マルティニエール、医師、3人の自然科学者、そして3人の絵描きドゥシェ・デ・ヴァンシーと、プレヴォスらである。

## アラスカ
1785年8月1日、ブレストを出航。ホーン岬を回り、スペイン領チリを調査した。そしてイースター島（1786年4月）、ハワイ諸島（彼はマウイ島に上陸した最初のヨーロッパ人となった）の後アラスカへ航海し、1786年6月にセント・イライアス山近くに上陸し周囲を探検した。1786年7月13日、2隻のロングボートと積み荷、及び21名の乗員がポール・デ・フランセ湾（ラ・ペルーズの命名。現在のリツヤ湾）の激しい海流に飲まれ遭難した。北カリフォルニア沿岸を航海し、9月7日に爆発したシャスタ山の記録を残した。
モンテレイへ1786年9月14日に到着。彼はスペインによるカリフォルニア植民地事情を調査し、フランチェスコ会のインディアンに対する扱いを批判的に記した。

## 東アジア
彼は100日かけて太平洋を横断した。途中で再びハワイの近海を通過し、北西ハワイ諸島中のネッカー島とフレンチフリゲート瀬を発見。アジアで最初に到達したのはマカオで、そこで彼はアラスカで手に入れた毛皮を売り、売上金を乗員との間で分配した。1787年4月9日、マニラに立ち寄って補給を行った後、アジア大陸北西岸を目指した。この航海で、台湾島沖、5月21日に済州島（過去ヨーロッパ人が訪れていたのは1635年にオランダ船が難破した際のみであった）沖を通過して、5月25日に朝鮮海峡を通過、5月27日に鬱陵島を発見し、ブッソール号の天文観測士ジョセフ・ルポート・ダジュレー（Joseph Lepaute Dagelet）にちなんで「ダジュレー（Dagelet）島」と命名、上陸を図ったが悪天候により断念して、方向を転じて能登岬沖に達し、その後、日本海を横断して朝鮮半島沿岸を上陸調査し、7月6日に奥蝦夷（現在の樺太、サハリン）に到着した。

## 日本とロシア

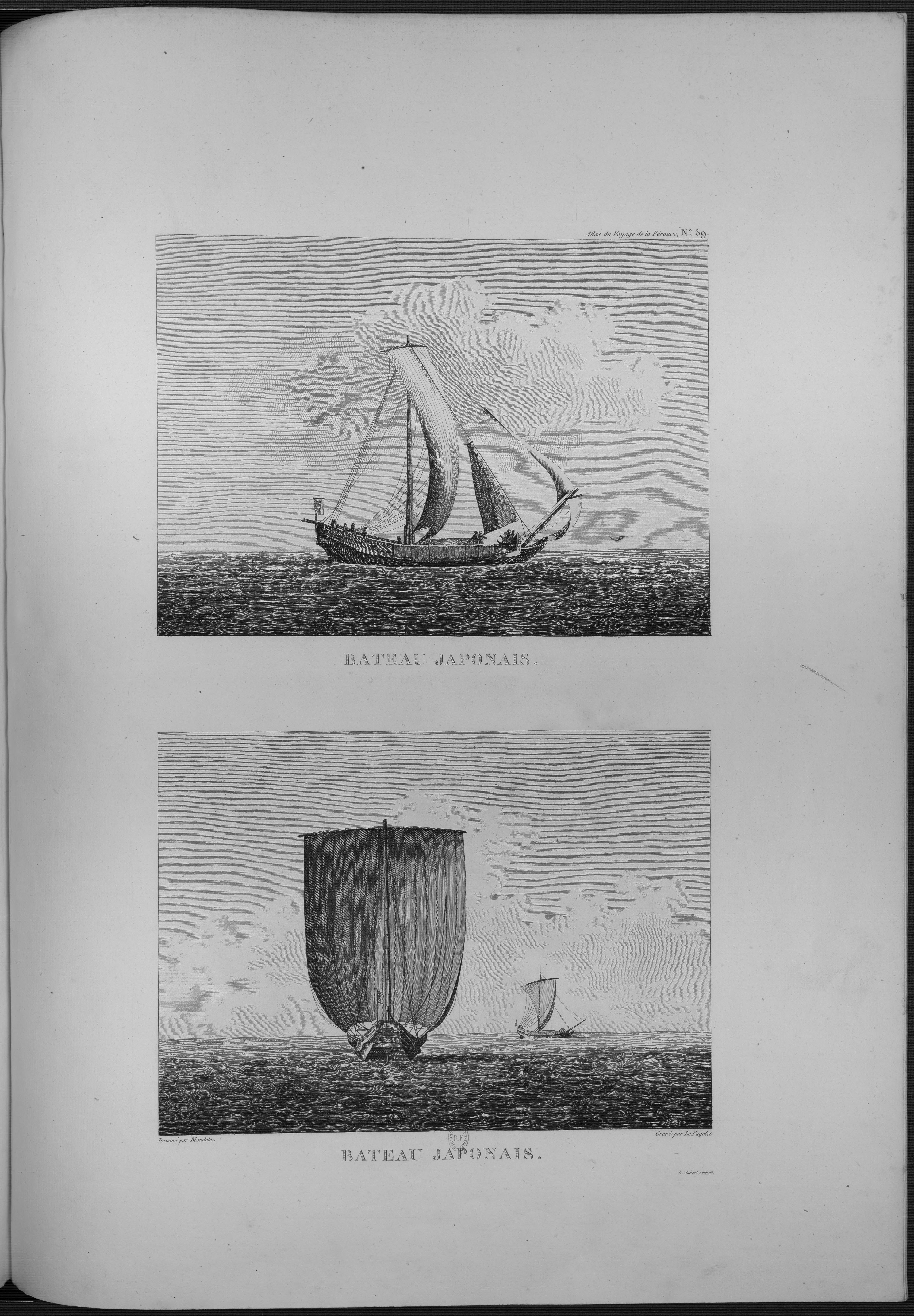
探検隊が目撃した三国丸。スパンカーは展帆されておらず、帆柱・桁も収納されている。

奥蝦夷の住民アイヌは、奥蝦夷、蝦夷（現在の北海道）とタタール沿岸（アジア大陸本土）の地図を書いて見せた。ラ・ペルーズは、樺太とアジア大陸の間の海峡（間宮海峡。タタール海峡とも呼ばれる）を調査するため海峡の手前まで北上したが、海峡の水深がきわめて浅いことを島民から聞きその通過を断念。進路を南へ変えて、8月に宗谷海峡（樺太と北海道の間の海峡。彼に因んで後にラ・ペルーズ海峡と名付けられた）を航海し、そこでアイヌ民族と出会い、千島列島を探検。最終的には、1787年9月7日、カムチャツカ半島のペトロパヴロフスクに到着した。ここで彼らは休息をとり、ロシア人とカムチャツカ半島人らの歓待を楽しんだ。彼は、パリからの手紙を受け取り、イギリスが植民しているニュー・サウス・ウェールズの調査を命じられた。探検隊には駐クロンシュタットのフランス副領事ジャン・バルテルミ・ド・レセップス（スエズ運河開発者フェルディナン・ド・レセップスの叔父）が通訳として探検に加わっていたが、彼はこの地で下船し、1年がかりでシベリアとロシアを横断して探検の記録をフランスへ持ち帰った。結果として、彼はラ・ペルーズ探検隊唯一の生還者となった。

## 南太平洋
ラ・ペルーズが次に立ち寄ったのは、現在のサモア諸島だった（1787年12月6日）。一行がサモアを離れる直前、給水に向かって浅瀬で動けなくなったボートをサモア人が襲撃し、アストロラブ号の艦長ド・ラングルと科学者のラマノンを含む12名が殺され20名が負傷した。ラ・ペルーズは上陸隊の生き残りから悲報を聞いたが島民への報復攻撃を自制し、トンガへ、そしてオーストラリアへ向けて探検を続けた。1788年1月26日、ボタニー湾に到着。そこには新植民地建設を目的としたイギリス艦隊が、数日前に到着していた。指揮官のアーサー・フィリップ提督はより適した入植地へ乗艦と共に北上した後だったが、イギリス船員の話で入植先がポート・ジャクソン（現在のシドニーの港）であることをラ・ペルーズは知った。イギリス人たちは礼儀正しく一行を迎えたが、フランス探検隊に援助をする余裕はなかった。ラ・ペルーズは、自分の記録と手紙をイギリス艦シリウスへ託しヨーロッパへ送り、上陸して食料と新鮮な水を手に入れ、3月10日、ニューカレドニア島、サンタクルーズ諸島、ソロモン諸島、ルイジアード諸島、そしてオーストラリア西岸と南岸を目指して出航した。彼は1789年6月にはフランスへ帰国することができるだろうと期待を書き綴ったが、ラ・ペルーズを含む一行全員がその後の消息を絶った。幸運なことに、出発する前、ラ・ペルーズは価値ある探検の記録の詳細をパリへ送っており、死後出版された。

## ダントルカストーらによる捜索
1791年9月25日、海軍少将ジョゼフ・アントワーヌ・ブルーニ・ダントルカストーは、ラ・ペルーズ探検隊捜索のためブレストを出発した。彼の航海は、ラ・ペルーズがかつて提案していたオーストラリア北西の島々を巡る科学的・地理的発見の道のりとなった。

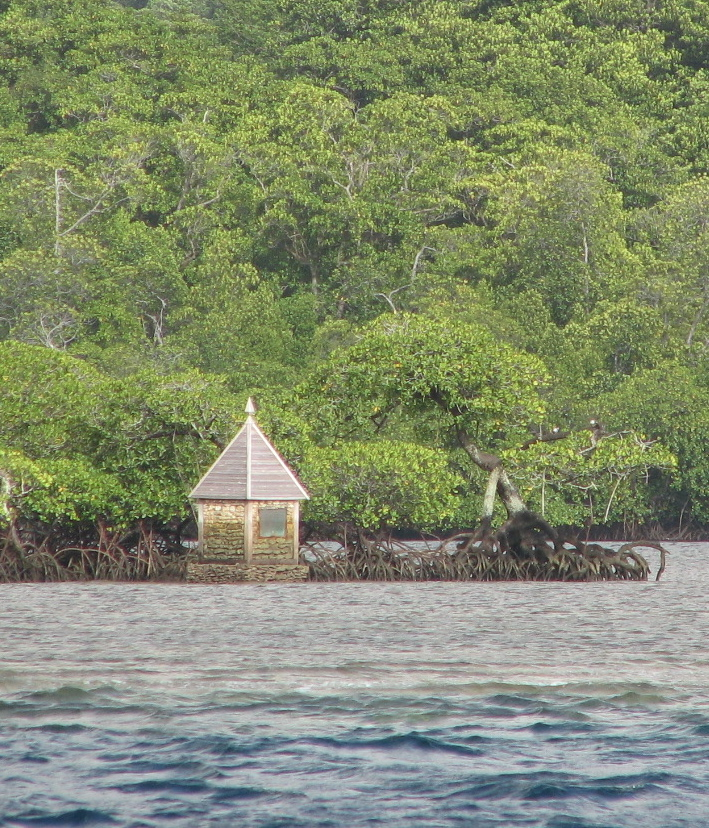
ヴァニコロ島のラ・ペルーズ探検隊難破地点にある記念碑

1793年5月、彼はサンタクルーズ諸島のヴァニコロ島へたどり着いた。ダントルカストーは狼煙とも思える煙を島の何ヵ所かで見たが、島の周囲を囲む危険な暗礁のせいで調査することはできなかった。ダントルカストーは2ヶ月後に病死し、折悪しく勃発したフランス革命戦争の余波もあって捜索は断念を余儀なくされた。
1826年に、アイルランド人艦長ピーター・ディロンが悲劇の十分な証拠の一部を見つけた。サンタクルーズ諸島の一つティコピア島で、彼はラ・ペルーズ探検隊の物と思われる数本の剣を入手したのである。彼は売人に尋ね、それらがヴァニコロ島近くの壊れた2隻の大きな船から持ち出された物と知った。ディロンはベンガルで何とか船を手に入れ、ヴァニコロ島へ出航した。彼は珊瑚礁の狭間の海中にある船の残骸、大砲の弾、錨など多くの証拠を見つけた。1828年にフランス人探検家ジュール・デュモン・デュルヴィルがしたように、彼はこれら遺品をヨーロッパへ持ち帰った。探検隊の唯一残った一人、ド・レセップスは当時存命であり、彼はディロンが持ち帰った品々をアストロラブ号の備品と確認した。ヴァニコロ島の住民から聞いたディロンの情報から大災害で壊滅したラ・ペルーズ探検隊の状況がわかり、1964年のブッソール号の難破調査と発見により事実と確認された。その後、2005年と2008年にも調査が行われている。これらの調査結果から判明した事実は以下の通りである。
アストロラブ号もブッソール号も暗礁で難破した。ブッソール号が最初だった。アストロラブ号は積み荷を降ろして、ばらばらになった。ブッソール号の生き残りたちは、島の先住民らに虐殺された。先住民によると、船員の生き残りたちがアストロラブ号の残骸から2本マストの船を造り、9ヶ月後に西へ向けて出発したがその後彼らに何が起こったか誰も知らないという。そしてまた、主人と思われる男と彼の従者の2人が島に残り、ディロンがやってくる数年前に島を去ったとのことであった。
現在、ヴァニコロ島のラ・ペルーズ探検隊難破地点付近には記念碑が建てられている。

## 「ラ・ペルーズ」の名を冠する地名

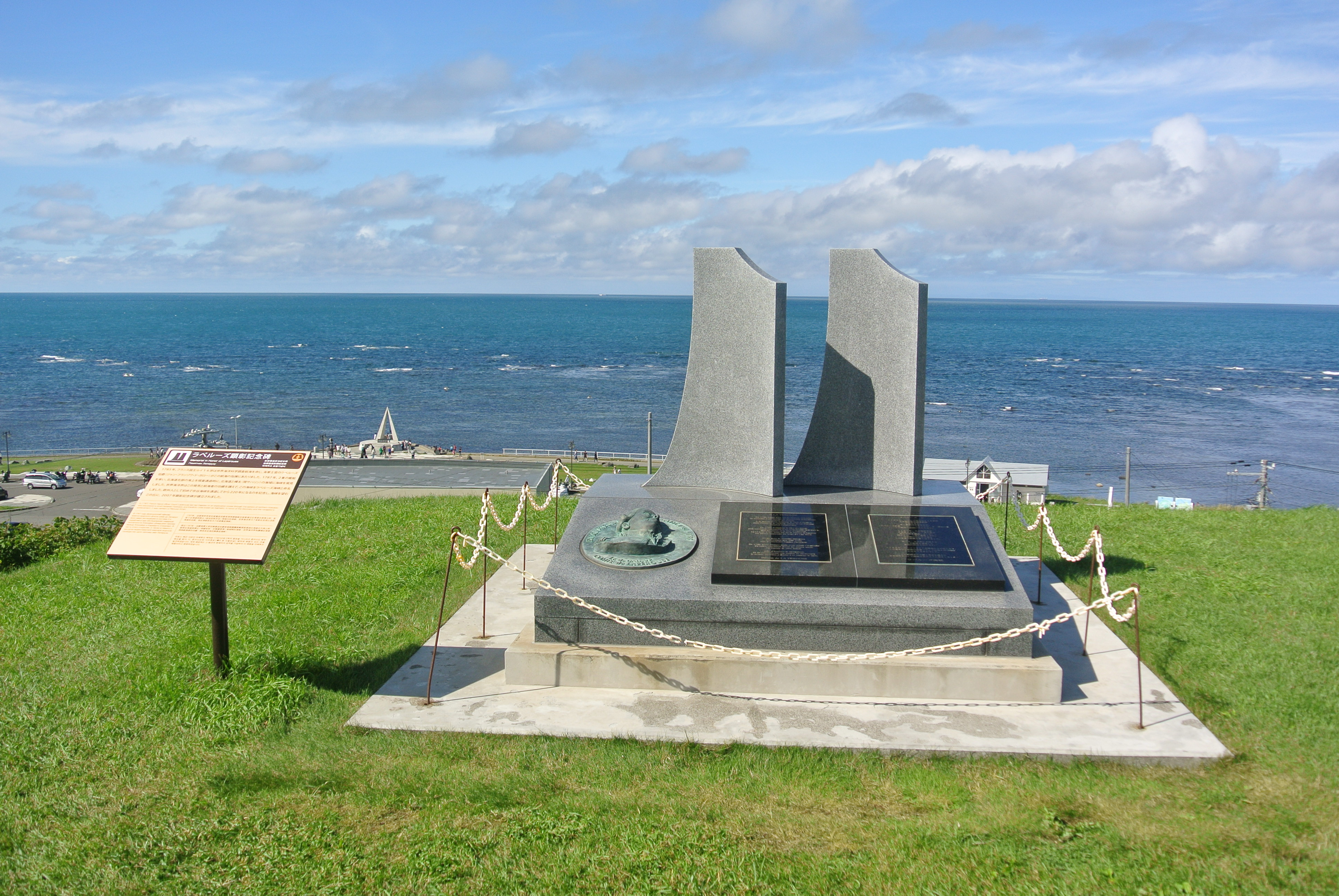
ラ・ペルーズ顕彰記念碑

ラ・ペルーズの探険にちなみ、以下のような地名が各地に存在している。
- ラ・ペルーズ海峡 ：日本名、宗谷海峡。「ラ・ペルーズ顕彰碑」が海峡を望む宗谷岬の丘の上に建立されている。
- ラ・ペルーズ尖礁 :フレンチフリゲート瀬
- ラ・ペルーズタウン :オーストラリア・シドニー近郊の町
- ラ・ペルーズ山 :ニュージーランド南島
- ラ・ペルーズ湾 :マウイ島

## 日本語訳
- 『ラペルーズ 太平洋周航記　上・下』 佐藤淳二訳「シリーズ世界周航記7・8」岩波書店、2006年
　ISBN 978-4000088589、ISBN 978-4000088596
- 『ラペルーズ 世界周航記　日本近海編』 小林忠雄編訳、白水社、1988年